# IBU-Cup 2013/14
Der IBU-Cup 2013/14 wurde zwischen dem 22. November 2013 und dem 16. März 2014 ausgetragen. Die Wettkämpfe waren international besetzt und nach dem Biathlon-Weltcup 2013/14 die zweithöchste Wettkampfserie im Biathlon. Titelverteidiger der Gesamtwertung waren Wiktor Wassiljew bei den Männern und Anastassija Sagoruiko bei den Frauen. Sagoruiko gewann erneut, Wassiljews Nachfolger wurde Alexei Slepow.
Wegen Schneemangels wurde der ursprünglich in Altenberg vorgesehene sechste IBU-Cup nach Ruhpolding verlegt.

## Frauen

### Resultate
| 1. IBU-Cup in Idre, 22. November 2013 – 24. November 2013 | 1. IBU-Cup in Idre, 22. November 2013 – 24. November 2013 | 1. IBU-Cup in Idre, 22. November 2013 – 24. November 2013 | 1. IBU-Cup in Idre, 22. November 2013 – 24. November 2013 | 1. IBU-Cup in Idre, 22. November 2013 – 24. November 2013 |
| --------------------------------------------------------- | --------------------------------------------------------- | --------------------------------------------------------- | --------------------------------------------------------- | --------------------------------------------------------- |
| Datum                                                     | Disziplin                                                 | Erster Platz                                              | Zweiter Platz                                             | Dritter Platz                                             |
| 23. November 2013 (Sa.)                                   | Sprint (7,5 km)                                           | Weronika Nowakowska-Ziemniak                              | Fanny Horn                                                | Éva Tófalvi                                               |
| 24. November 2013 (So.)                                   | Sprint (7,5 km)                                           | Walentina Nasarowa                                        | Kathrin Lang                                              | Inna Suprun                                               |

| 2. IBU-Cup in Beitostølen, 28. November 2013 – 30. November 2013 | 2. IBU-Cup in Beitostølen, 28. November 2013 – 30. November 2013 | 2. IBU-Cup in Beitostølen, 28. November 2013 – 30. November 2013 | 2. IBU-Cup in Beitostølen, 28. November 2013 – 30. November 2013 | 2. IBU-Cup in Beitostølen, 28. November 2013 – 30. November 2013 |
| ---------------------------------------------------------------- | ---------------------------------------------------------------- | ---------------------------------------------------------------- | ---------------------------------------------------------------- | ---------------------------------------------------------------- |
| Datum                                                            | Disziplin                                                        | Erster Platz                                                     | Zweiter Platz                                                    | Dritter Platz                                                    |
| 29. November 2013 (Fr.)                                          | Einzel (15 km)                                                   | Olga Podtschufarowa                                              | Walentina Nasarowa                                               | Olga Abramowa                                                    |
| 30. November 2013 (Sa.)                                          | Sprint (7,5 km)                                                  | Swetlana Slepzowa                                                | Walentina Nasarowa                                               | Audrey Vaillancourt                                              |

| 3. IBU-Cup in Obertilliach, 11. Dezember 2013 – 15. Dezember 2013 | 3. IBU-Cup in Obertilliach, 11. Dezember 2013 – 15. Dezember 2013 | 3. IBU-Cup in Obertilliach, 11. Dezember 2013 – 15. Dezember 2013                       | 3. IBU-Cup in Obertilliach, 11. Dezember 2013 – 15. Dezember 2013                    | 3. IBU-Cup in Obertilliach, 11. Dezember 2013 – 15. Dezember 2013     |
| ----------------------------------------------------------------- | ----------------------------------------------------------------- | --------------------------------------------------------------------------------------- | ------------------------------------------------------------------------------------ | --------------------------------------------------------------------- |
| Datum                                                             | Disziplin                                                         | Erster Platz                                                                            | Zweiter Platz                                                                        | Dritter Platz                                                         |
| 12. Dezember 2013 (Do.)                                           | Sprint (7,5 km)                                                   | Nadine Horchler                                                                         | Olga Podtschufarowa                                                                  | Galina Netschkassowa                                                  |
| 14. Dezember 2013 (Sa.)                                           | Verfolgung (10 km)                                                | Nadine Horchler                                                                         | Alexia Runggaldier                                                                   | Karolin Horchler                                                      |
| 15. Dezember 2013 (So.)                                           | Staffel (4 × 6 km)                                                | NorwegenVilde Ravnsborg Gurigard Kaia Wøien Nicolaisen Bente Landheim Ane Skrove Nossum | RusslandAnastassija Sagoruiko Anna Nikulina Galina Netschkassowa Olga Podtschufarowa | DeutschlandKathrin Lang Vanessa Hinz Karolin Horchler Nadine Horchler |

| 4. IBU-Cup in Ridnaun, 3. Januar 2014 – 6. Januar 2014 | 4. IBU-Cup in Ridnaun, 3. Januar 2014 – 6. Januar 2014 | 4. IBU-Cup in Ridnaun, 3. Januar 2014 – 6. Januar 2014 | 4. IBU-Cup in Ridnaun, 3. Januar 2014 – 6. Januar 2014 | 4. IBU-Cup in Ridnaun, 3. Januar 2014 – 6. Januar 2014 |
| ------------------------------------------------------ | ------------------------------------------------------ | ------------------------------------------------------ | ------------------------------------------------------ | ------------------------------------------------------ |
| Datum                                                  | Disziplin                                              | Erster Platz                                           | Zweiter Platz                                          | Dritter Platz                                          |
| 5. Januar 2014 (So.)                                   | Sprint (7,5 km)                                        | Vanessa Hinz                                           | Jewgenija Seledzowa                                    | Galina Netschkassowa                                   |
| 6. Januar 2014 (Mo.)                                   | Sprint (7,5 km)                                        | Vanessa Hinz                                           | Kathrin Lang                                           | Jekaterina Jurlowa                                     |

| 5. IBU-Cup in Ridnaun, 8. Januar 2014 – 12. Januar 2014 | 5. IBU-Cup in Ridnaun, 8. Januar 2014 – 12. Januar 2014 | 5. IBU-Cup in Ridnaun, 8. Januar 2014 – 12. Januar 2014 | 5. IBU-Cup in Ridnaun, 8. Januar 2014 – 12. Januar 2014 | 5. IBU-Cup in Ridnaun, 8. Januar 2014 – 12. Januar 2014 |
| ------------------------------------------------------- | ------------------------------------------------------- | ------------------------------------------------------- | ------------------------------------------------------- | ------------------------------------------------------- |
| Datum                                                   | Disziplin                                               | Erster Platz                                            | Zweiter Platz                                           | Dritter Platz                                           |
| 11. Januar 2014 (Sa.)                                   | Einzel (15 km)                                          | Nadine Horchler                                         | Marte Olsbu                                             | Jacquemine Baud                                         |
| 12. Januar 2014 (So.)                                   | Sprint (7,5 km)                                         | Walentina Nasarowa                                      | Vanessa Hinz                                            | Nadine Horchler                                         |

| 6. IBU-Cup in Ruhpolding, 17. Januar 2014 – 19. Januar 2014 | 6. IBU-Cup in Ruhpolding, 17. Januar 2014 – 19. Januar 2014 | 6. IBU-Cup in Ruhpolding, 17. Januar 2014 – 19. Januar 2014 | 6. IBU-Cup in Ruhpolding, 17. Januar 2014 – 19. Januar 2014 | 6. IBU-Cup in Ruhpolding, 17. Januar 2014 – 19. Januar 2014 |
| ----------------------------------------------------------- | ----------------------------------------------------------- | ----------------------------------------------------------- | ----------------------------------------------------------- | ----------------------------------------------------------- |
| Datum                                                       | Disziplin                                                   | Erster Platz                                                | Zweiter Platz                                               | Dritter Platz                                               |
| 18. Januar 2014 (Sa.)                                       | Sprint (7,5 km)                                             | Kathrin Lang                                                | Bente Landheim                                              | Jekaterina Jurjewa                                          |
| 19. Januar 2014 (So.)                                       | Verfolgung (10 km)                                          | Kathrin Lang                                                | Jekaterina Jurjewa                                          | Nadine Horchler                                             |

| 7. IBU-Cup in Osrblie, 7. Februar 2014 – 9. Februar 2014 | 7. IBU-Cup in Osrblie, 7. Februar 2014 – 9. Februar 2014 | 7. IBU-Cup in Osrblie, 7. Februar 2014 – 9. Februar 2014 | 7. IBU-Cup in Osrblie, 7. Februar 2014 – 9. Februar 2014 | 7. IBU-Cup in Osrblie, 7. Februar 2014 – 9. Februar 2014 |
| -------------------------------------------------------- | -------------------------------------------------------- | -------------------------------------------------------- | -------------------------------------------------------- | -------------------------------------------------------- |
| Datum                                                    | Disziplin                                                | Erster Platz                                             | Zweiter Platz                                            | Dritter Platz                                            |
| 8. Februar 2014 (Sa.)                                    | Sprint (7,5 km)                                          | Olga Podtschufarowa                                      | Anastassija Sagoruiko                                    | Enora Latuillière                                        |
| 9. Februar 2014 (So.)                                    | Verfolgung (10 km)                                       | Olga Podtschufarowa                                      | Walentina Nasarowa                                       | Marte Olsbu                                              |

| 8. IBU-Cup in Martell, 12. März 2014 – 16. März 2014 | 8. IBU-Cup in Martell, 12. März 2014 – 16. März 2014 | 8. IBU-Cup in Martell, 12. März 2014 – 16. März 2014 | 8. IBU-Cup in Martell, 12. März 2014 – 16. März 2014 | 8. IBU-Cup in Martell, 12. März 2014 – 16. März 2014 |
| ---------------------------------------------------- | ---------------------------------------------------- | ---------------------------------------------------- | ---------------------------------------------------- | ---------------------------------------------------- |
| Datum                                                | Disziplin                                            | Erster Platz                                         | Zweiter Platz                                        | Dritter Platz                                        |
| 13. März 2014 (Do.)                                  | Sprint (7,5 km)                                      | Walentina Nasarowa                                   | Anna Nikulina                                        | Aita Gasparin                                        |
| 15. März 2014 (Sa.)                                  | Verfolgung (10 km)                                   | Sophie Boilley                                       | Larissa Kusnezowa                                    | Aita Gasparin                                        |

### Wertungen
| Rang | Land                  | Punkte | Siege |
| ---- | --------------------- | ------ | ----- |
| 01   | Anastassija Sagoruiko | 513    |       |
| 02   | Walentina Nasarowa    | 489    | 3     |
| 03   | Nadine Horchler       | 486    | 3     |
| 04   | Kathrin Lang          | 421    | 2     |
| 05   | Olga Podtschufarowa   | 405    | 3     |
| 06   | Vanessa Hinz          | 392    | 2     |
| 07   | Jacquemine Baud       | 382    |       |
| 08   | Bente Landheim        | 377    |       |
| 09   | Marte Olsbu           | 354    |       |
| 10   | Galina Netschkassowa  | 317    |       |

| Rang | Land                  | Punkte | Siege |
| ---- | --------------------- | ------ | ----- |
| 11   | Karolin Horchler      | 314    |       |
| 12   | Ane Skrove Nossum     | 307    |       |
| 13   | Federica Sanfilippo   | 244    |       |
| 14   | Anna Nikulina         | 228    |       |
| 15   | Darja Wirolainen      | 226    |       |
| 16   | Coline Varcin         | 202    |       |
| 17   | Ala Talkatsch         | 198    |       |
| 18   | Iryna Kryuko          | 192    |       |
| 19   | Kaia Wøien Nicolaisen | 188    |       |
| 20   | Inna Suprun           | 178    |       |

| Rang | Land                  | Punkte | Siege |
| ---- | --------------------- | ------ | ----- |
| 01   | Walentina Nasarowa    | 97     |       |
| 02   | Nadine Horchler       | 96     | 1     |
| 03   | Jacquemine Baud       | 86     |       |
| 04   | Marte Olsbu           | 85     |       |
| 05   | Olga Podtschufarowa   | 60     | 1     |
| 06   | Bente Landheim        | 54     |       |
| 07   | Iryna Kryuko          | 54     |       |
| 08   | Olga Abramowa         | 51     |       |
| 09   | Jenny Jonsson         | 51     |       |
| 10   | Anastassija Sagoruiko | 50     |       |

| Rang | Land                  | Punkte | Siege |
| ---- | --------------------- | ------ | ----- |
| 01   | Anastassija Sagoruiko | 327    |       |
| 02   | Kathrin Lang          | 304    | 1     |
| 03   | Walentina Nasarowa    | 300    | 3     |
| 04   | Vanessa Hinz          | 269    | 2     |
| 05   | Nadine Horchler       | 249    | 1     |
| 06   | Olga Podtschufarowa   | 226    | 1     |
| 07   | Bente Landheim        | 214    |       |
| 08   | Karolin Horchler      | 196    |       |
| 09   | Jacquemine Baud       | 195    |       |
| 10   | Marte Olsbu           | 185    |       |

| Rang | Land                  | Punkte | Siege |
| ---- | --------------------- | ------ | ----- |
| 01   | Anastassija Sagoruiko | 151    |       |
| 02   | Nadine Horchler       | 141    | 1     |
| 03   | Olga Podtschufarowa   | 119    | 1     |
| 04   | Kathrin Lang          | 117    | 1     |
| 05   | Bente Landheim        | 109    |       |
| 06   | Galina Netschkassowa  | 102    |       |
| 07   | Jacquemine Baud       | 101    |       |
| 08   | Ane Skrove Nossum     | 101    |       |
| 09   | Darja Wirolainen      | 100    |       |
| 10   | Sophie Boilley        | 98     | 1     |

| Rang | Land        | Punkte | Siege |
| ---- | ----------- | ------ | ----- |
| 01   | Russland    | 5530   | 6     |
| 02   | Deutschland | 5143   | 7     |
| 03   | Norwegen    | 4976   | 1     |
| 04   | Frankreich  | 4745   |       |
| 05   | Ukraine     | 4299   |       |
| 06   | Belarus     | 4177   |       |
| 07   | Tschechien  | 4038   |       |
| 08   | Österreich  | 3974   |       |
| 09   | Kanada      | 3348   |       |
| 10   | Bulgarien   | 3312   |       |

## Männer

### Resultate
| 1. IBU-Cup in Idre, 22. November 2013 – 24. November 2013 | 1. IBU-Cup in Idre, 22. November 2013 – 24. November 2013 | 1. IBU-Cup in Idre, 22. November 2013 – 24. November 2013 | 1. IBU-Cup in Idre, 22. November 2013 – 24. November 2013 | 1. IBU-Cup in Idre, 22. November 2013 – 24. November 2013 |
| --------------------------------------------------------- | --------------------------------------------------------- | --------------------------------------------------------- | --------------------------------------------------------- | --------------------------------------------------------- |
| Datum                                                     | Disziplin                                                 | Erster Platz                                              | Zweiter Platz                                             | Dritter Platz                                             |
| 23. November 2013 (Sa.)                                   | Sprint (10 km)                                            | Timofei Lapschin                                          | Nathan Smith                                              | Erlend Bjøntegaard                                        |
| 24. November 2013 (So.)                                   | Sprint (10 km)                                            | Andrei Makowejew                                          | Daniel Böhm                                               | Daniel Mesotitsch                                         |

| 2. IBU-Cup in Beitostølen, 28. November 2013 – 30. November 2013 | 2. IBU-Cup in Beitostølen, 28. November 2013 – 30. November 2013 | 2. IBU-Cup in Beitostølen, 28. November 2013 – 30. November 2013 | 2. IBU-Cup in Beitostølen, 28. November 2013 – 30. November 2013 | 2. IBU-Cup in Beitostølen, 28. November 2013 – 30. November 2013 |
| ---------------------------------------------------------------- | ---------------------------------------------------------------- | ---------------------------------------------------------------- | ---------------------------------------------------------------- | ---------------------------------------------------------------- |
| Datum                                                            | Disziplin                                                        | Erster Platz                                                     | Zweiter Platz                                                    | Dritter Platz                                                    |
| 29. November 2013 (Fr.)                                          | Einzel (20 km)                                                   | Benedikt Doll                                                    | Brendan Green                                                    | Maxim Tschudow                                                   |
| 30. November 2013 (Sa.)                                          | Sprint (10 km)                                                   | Benedikt Doll                                                    | Lars Berger                                                      | Erlend Bjøntegaard                                               |

| 3. IBU-Cup in Obertilliach, 11. Dezember 2013 – 15. Dezember 2013 | 3. IBU-Cup in Obertilliach, 11. Dezember 2013 – 15. Dezember 2013 | 3. IBU-Cup in Obertilliach, 11. Dezember 2013 – 15. Dezember 2013      | 3. IBU-Cup in Obertilliach, 11. Dezember 2013 – 15. Dezember 2013                | 3. IBU-Cup in Obertilliach, 11. Dezember 2013 – 15. Dezember 2013        |
| ----------------------------------------------------------------- | ----------------------------------------------------------------- | ---------------------------------------------------------------------- | -------------------------------------------------------------------------------- | ------------------------------------------------------------------------ |
| Datum                                                             | Disziplin                                                         | Erster Platz                                                           | Zweiter Platz                                                                    | Dritter Platz                                                            |
| 12. Dezember 2013 (Do.)                                           | Sprint (10 km)                                                    | Timofei Lapschin                                                       | Alexei Slepow                                                                    | Sven Grossegger                                                          |
| 14. Dezember 2013 (Sa.)                                           | Verfolgung (12,5 km)                                              | Timofei Lapschin                                                       | Martin Eng                                                                       | Benedikt Doll                                                            |
| 15. Dezember 2013 (So.)                                           | Staffel (4 × 7,5 km)                                              | FrankreichRémi Borgeot Baptiste Jouty Florent Claude Antonin Guigonnat | NorwegenKristoffer Skjelvik Håvard Bogetveit Vetle Ravnsborg Gurigard Martin Eng | DeutschlandMichael Willeitner Tobias Hermann Johannes Kühn Benedikt Doll |

| 4. IBU-Cup in Ridnaun, 3. Januar 2014 – 6. Januar 2014 | 4. IBU-Cup in Ridnaun, 3. Januar 2014 – 6. Januar 2014 | 4. IBU-Cup in Ridnaun, 3. Januar 2014 – 6. Januar 2014 | 4. IBU-Cup in Ridnaun, 3. Januar 2014 – 6. Januar 2014 | 4. IBU-Cup in Ridnaun, 3. Januar 2014 – 6. Januar 2014 |
| ------------------------------------------------------ | ------------------------------------------------------ | ------------------------------------------------------ | ------------------------------------------------------ | ------------------------------------------------------ |
| Datum                                                  | Disziplin                                              | Erster Platz                                           | Zweiter Platz                                          | Dritter Platz                                          |
| 5. Januar 2014 (So.)                                   | Sprint (10 km)                                         | Christoph Sumann                                       | Alexei Slepow                                          | Maxim Zwetkow                                          |
| 6. Januar 2014 (Mo.)                                   | Sprint (10 km)                                         | Erlend Bjøntegaard                                     | Alexei Slepow                                          | Timofei Lapschin                                       |

| 5. IBU-Cup in Ridnaun, 8. Januar 2014 – 12. Januar 2014 | 5. IBU-Cup in Ridnaun, 8. Januar 2014 – 12. Januar 2014 | 5. IBU-Cup in Ridnaun, 8. Januar 2014 – 12. Januar 2014 | 5. IBU-Cup in Ridnaun, 8. Januar 2014 – 12. Januar 2014 | 5. IBU-Cup in Ridnaun, 8. Januar 2014 – 12. Januar 2014 |
| ------------------------------------------------------- | ------------------------------------------------------- | ------------------------------------------------------- | ------------------------------------------------------- | ------------------------------------------------------- |
| Datum                                                   | Disziplin                                               | Erster Platz                                            | Zweiter Platz                                           | Dritter Platz                                           |
| 11. Januar 2014 (Sa.)                                   | Einzel (20 km)                                          | Lars Helge Birkeland                                    | Sergei Korastylew                                       | Alexander Os                                            |
| 12. Januar 2014 (So.)                                   | Sprint (10 km)                                          | Alexei Slepow                                           | Lars Helge Birkeland                                    | Benedikt Doll                                           |

| 6. IBU-Cup in Ruhpolding, 17. Januar 2014 – 19. Januar 2014 | 6. IBU-Cup in Ruhpolding, 17. Januar 2014 – 19. Januar 2014 | 6. IBU-Cup in Ruhpolding, 17. Januar 2014 – 19. Januar 2014 | 6. IBU-Cup in Ruhpolding, 17. Januar 2014 – 19. Januar 2014 | 6. IBU-Cup in Ruhpolding, 17. Januar 2014 – 19. Januar 2014 |
| ----------------------------------------------------------- | ----------------------------------------------------------- | ----------------------------------------------------------- | ----------------------------------------------------------- | ----------------------------------------------------------- |
| Datum                                                       | Disziplin                                                   | Erster Platz                                                | Zweiter Platz                                               | Dritter Platz                                               |
| 18. Januar 2014 (Sa.)                                       | Sprint (10 km)                                              | Lars Berger                                                 | Antonin Guigonnat                                           | David Komatz                                                |
| 19. Januar 2014 (So.)                                       | Verfolgung (12,5 km)                                        | Julian Eberhard                                             | Benedikt Doll                                               | Jaroslaw Iwanow                                             |

| 7. IBU-Cup in Osrblie, 7. Februar 2014 – 9. Februar 2014 | 7. IBU-Cup in Osrblie, 7. Februar 2014 – 9. Februar 2014 | 7. IBU-Cup in Osrblie, 7. Februar 2014 – 9. Februar 2014 | 7. IBU-Cup in Osrblie, 7. Februar 2014 – 9. Februar 2014 | 7. IBU-Cup in Osrblie, 7. Februar 2014 – 9. Februar 2014 |
| -------------------------------------------------------- | -------------------------------------------------------- | -------------------------------------------------------- | -------------------------------------------------------- | -------------------------------------------------------- |
| Datum                                                    | Disziplin                                                | Erster Platz                                             | Zweiter Platz                                            | Dritter Platz                                            |
| 8. Februar 2014 (Sa.)                                    | Sprint (10 km)                                           | Alexander Os                                             | Timofei Lapschin                                         | Håvard Bogetveit                                         |
| 9. Februar 2014 (So.)                                    | Verfolgung (12,5 km)                                     | Timofei Lapschin                                         | Alexander Os                                             | Lars Helge Birkeland                                     |

| 8. IBU-Cup in Martell, 12. März 2014 – 16. März 2014 | 8. IBU-Cup in Martell, 12. März 2014 – 16. März 2014 | 8. IBU-Cup in Martell, 12. März 2014 – 16. März 2014 | 8. IBU-Cup in Martell, 12. März 2014 – 16. März 2014 | 8. IBU-Cup in Martell, 12. März 2014 – 16. März 2014 |
| ---------------------------------------------------- | ---------------------------------------------------- | ---------------------------------------------------- | ---------------------------------------------------- | ---------------------------------------------------- |
| Datum                                                | Disziplin                                            | Erster Platz                                         | Zweiter Platz                                        | Dritter Platz                                        |
| 13. März 2014 (Do.)                                  | Sprint (10 km)                                       | Håvard Bogetveit                                     | Antonin Guigonnat                                    | Lorenz Wäger                                         |
| 15. März 2014 (Sa.)                                  | Verfolgung (12,5 km)                                 | Alexei Slepow                                        | Maxim Zwetkow                                        | Håvard Bogetveit                                     |

### Wertungen
| Rang | Land               | Punkte | Siege |
| ---- | ------------------ | ------ | ----- |
| 01   | Alexei Slepow      | 513    | 2     |
| 02   | Timofei Lapschin   | 506    | 4     |
| 03   | Benedikt Doll      | 498    | 2     |
| 04   | Håvard Bogetveit   | 479    | 1     |
| 05   | Antonin Guigonnat  | 438    |       |
| 06   | Martin Eng         | 394    |       |
| 07   | David Komatz       | 364    |       |
| 08   | Rémi Borgeot       | 348    |       |
| 09   | Maxim Zwetkow      | 345    |       |
| 10   | Erlend Bjøntegaard | 333    | 1     |

| Rang | Land                 | Punkte | Siege |
| ---- | -------------------- | ------ | ----- |
| 11   | Sven Grossegger      | 300    |       |
| 12   | Michael Reiter       | 285    |       |
| 13   | Lars Helge Birkeland | 272    | 1     |
| 14   | Johannes Kühn        | 265    |       |
| 15   | Alexander Os         | 246    | 1     |
| 16   | Florent Claude       | 246    |       |
| 17   | Andrei Makowejew     | 241    | 1     |
| 18   | Florian Graf         | 238    |       |
| 19   | Julian Eberhard      | 224    | 1     |
| 20   | Baptiste Jouty       | 221    |       |

| Rang | Land                 | Punkte | Siege |
| ---- | -------------------- | ------ | ----- |
| 01   | Benedikt Doll        | 96     | 1     |
| 02   | Brendan Green        | 80     |       |
| 03   | Alexander Os         | 68     |       |
| 04   | Håvard Bogetveit     | 62     |       |
| 05   | Lars Helge Birkeland | 60     | 1     |
| 06   | Sven Grossegger      | 60     |       |
| 07   | Antonin Guigonnat    | 57     |       |
| 08   | Sergei Korastylew    | 54     |       |
| 09   | Scott Gow            | 52     |       |
| 10   | Kristoffer Skjelvik  | 52     |       |

| Rang | Land               | Punkte | Siege |
| ---- | ------------------ | ------ | ----- |
| 01   | Timofei Lapschin   | 358    | 2     |
| 02   | Alexei Slepow      | 355    | 1     |
| 03   | Håvard Bogetveit   | 318    | 1     |
| 04   | Antonin Guigonnat  | 265    |       |
| 05   | Martin Eng         | 264    |       |
| 06   | Benedikt Doll      | 257    | 1     |
| 07   | Erlend Bjøntegaard | 242    | 1     |
| 08   | David Komatz       | 239    |       |
| 09   | Maxim Zwetkow      | 221    |       |
| 10   | Rémi Borgeot       | 205    |       |

| Rang | Land              | Punkte | Siege |
| ---- | ----------------- | ------ | ----- |
| 01   | Benedikt Doll     | 145    |       |
| 02   | Alexei Slepow     | 128    | 1     |
| 03   | Maxim Zwetkow     | 124    |       |
| 04   | Timofei Lapschin  | 120    | 2     |
| 05   | Julian Eberhard   | 120    | 1     |
| 06   | Antonin Guigonnat | 116    |       |
| 07   | Martin Eng        | 114    |       |
| 08   | Rémi Borgeot      | 113    |       |
| 09   | Håvard Bogetveit  | 99     |       |
| 10   | Baptiste Jouty    | 93     |       |

| Rang | Land        | Punkte | Siege |
| ---- | ----------- | ------ | ----- |
| 01   | Norwegen    | 5388   | 5     |
| 02   | Russland    | 5353   | 4     |
| 03   | Deutschland | 5001   | 4     |
| 04   | Frankreich  | 4960   | 1     |
| 05   | Österreich  | 4938   | 1     |
| 06   | Ukraine     | 3952   |       |
| 07   | Tschechien  | 3950   |       |
| 08   | Schweiz     | 3916   |       |
| 09   | Bulgarien   | 3564   |       |
| 10   | Belarus     | 3392   |       |

## Mixed-Wettbewerbe

### Resultate
| 6. IBU-Cup in Ruhpolding, 17. Januar 2014 – 19. Januar 2014 | 6. IBU-Cup in Ruhpolding, 17. Januar 2014 – 19. Januar 2014 | 6. IBU-Cup in Ruhpolding, 17. Januar 2014 – 19. Januar 2014        | 6. IBU-Cup in Ruhpolding, 17. Januar 2014 – 19. Januar 2014                | 6. IBU-Cup in Ruhpolding, 17. Januar 2014 – 19. Januar 2014     |
| ----------------------------------------------------------- | ----------------------------------------------------------- | ------------------------------------------------------------------ | -------------------------------------------------------------------------- | --------------------------------------------------------------- |
| Datum                                                       | Disziplin                                                   | Erster Platz                                                       | Zweiter Platz                                                              | Dritter Platz                                                   |
| 17. Januar 2014 (Fr.)                                       | Staffel (2 × 6 + 2 × 7,5 km)                                | DeutschlandKathrin Lang Nadine Horchler Benedikt Doll Florian Graf | FrankreichJacquemine Baud Enora Latuillière Rémi Borgeot Antonin Guigonnat | ÖsterreichIris Schwabl Dunja Zdouc David Komatz Sven Grossegger |

| 8. IBU-Cup in Martell, 12. März 2014 – 16. März 2014 | 8. IBU-Cup in Martell, 12. März 2014 – 16. März 2014 | 8. IBU-Cup in Martell, 12. März 2014 – 16. März 2014                              | 8. IBU-Cup in Martell, 12. März 2014 – 16. März 2014                    | 8. IBU-Cup in Martell, 12. März 2014 – 16. März 2014                                |
| ---------------------------------------------------- | ---------------------------------------------------- | --------------------------------------------------------------------------------- | ----------------------------------------------------------------------- | ----------------------------------------------------------------------------------- |
| Datum                                                | Disziplin                                            | Erster Platz                                                                      | Zweiter Platz                                                           | Dritter Platz                                                                       |
| 16. März 2014 (So.)                                  | Staffel (2 × 6 + 2 × 7,5 km)                         | DeutschlandKarolin Horchler Maren Hammerschmidt Steffen Bartscher Matthias Bischl | ItalienMichela Ponza Lisa Vittozzi Christian De Lorenzi Markus Windisch | NorwegenKaia Wøien Nicolaisen Ane Skrove Nossum Håvard Bogetveit Erlend Bjøntegaard |